# Ara Petrosian
Ara Petrosian (in greco: Άρα Πετροσιάν; 2 giugno 1967) è un ex calciatore cipriota, di ruolo attaccante.

## Carriera
Ha giocato due partite per la Nazionale cipriota tra il 1987 e il 1988.